# Homeward – Finde deine Bestimmung
Homeward – Finde deine Bestimmung (Originaltitel Homeward) ist ein US-amerikanischer Animationsfilm aus dem Jahr 2020 von Michael Johnson, der auch für den Filmschnitt verantwortlich war. Produziert wurde der Film von The Asylum.

## Handlung
Vor über 1000 Jahren waren die Orks dank eines magischen Kristalls die dominierende Spezies und herrschten mit eiserner Gewalt über die Elfen. Aufgrund der Unterdrückung der Orks rebellierten die Elfen und es kam schließlich zu einem Krieg zwischen den beiden Völkern. In einer letzten großen Schlacht wurde der Kristall zerstört, worauf beide Völker einen Pakt schlossen, der den Frieden wahren sollte.
Im Mittelpunkt der Geschichte stehen der Elf Lloyd Lightspinner und der Ork Barl Lightspinner. Der Ork wurde einst von der Lightspinner-Elfenfamilie adoptiert und hat mit zunehmendem Alter immer mehr mit seiner Andersartigkeit zu kämpfen. Im Vergleich zu seinem selbstbewussten Elfen-Bruder geht er im Familienbund nach und nach unter. Um sich Aufmerksamkeit zu erhaschen, spielt er seinem Adoptivbruder regelmäßig Streiche. Während eines Wochenendtrip nach New Ork City entschließt sich daher Lloyd, seinen Bruder dort zurücklassen, um sich in Ruhe auf seinen Schulabschluss vorbereiten zu können. Allerdings geht sein Plan nicht auf, da Barl in die Hände bösartiger Orks gerät, die den magischen Kristall wieder herstellen wollen und so die alte Weltordnung erzwingen wollen.

## Hintergrund
Bei dem Animationsfilm handelt es sich um einen Mockbuster zu Pixars Onward: Keine halben Sachen. Am 25. Februar 2020 erschien der Film in den USA als Video-on-Demand. Am 12. März 2020 startete der Film in Deutschland in den Videoverleih.

## Rezeption
„Eine dreist beim fantasievollen Animationsfilm „Onward: Keine halben Sachen“ abkupfernde Billigproduktion der berüchtigten „Asylum“-Schmiede, die auch im Animationsbereich unterste Qualität liefert. Die lustlose Geschichte belässt jede Originalität außen vor und präsentiert sich komplett spannungs- und humorfrei.“

Angela Rose für Vocal zeigt sich nicht „unzufrieden“ mit dem Film und gibt zu, dass sie in einigen Phasen des Films Lachen musste, andere sie aber heftig erschaudern ließen. Sie findet es gut, dass der Film sich gegen Rassismus ausspricht. Allerdings kritisiert sie die Leistungen der Synchronsprecher, dessen Leistung nicht immer zu den zu sehenden Szenen passen würden. Sie bemängelt auch, dass aufgrund von Dialogszenen immer wieder das Tempo aus dem Film genommen werde.
Auf Rotten Tomatoes hat der Film bislang zwei Kritikerbewertung. Aufgrund zu weniger Stimmen seitens des Publikums hat der Film keine Zuschauerwertung. In der Internet Movie Database hat der Film bei über 435 Stimmenabgaben eine Wertung von 2,5 von 10,0 möglichen Sternen.